# Малик, Ясин
Ясин Малик (р. 3 апреля 1966 г.) — лидер кашмирских сепаратистов, бывший боевик, выступающий за отделение Кашмира от Индии и Пакистана. Председатель Фронта освобождения Джамму-Кашмира, который возглавлял вооруженные действия в Кашмирской долине. Малик отказался от насилия в 1994 году и выступал за ненасильственные меры урегулирования кашмирского конфликта. В мае 2022 года Малик признал себя виновным по обвинению в преступном сговоре и ведении войны против государства, и был приговорен к двум пожизненным заключениям.

## Биография
Ясин Малик родился 3 апреля 1966 года в густонаселенном районе Майсума в Сринагаре.
По собственным утверждениям, в детстве он был свидетелем насилия, совершаемого на улицах силами безопасности. В 1980 году, став свидетелем ссоры между армией и таксистами, стал мятежником. Он основал партию «Тала» (позже переименована в «Лига исламских студентов»), которая сформировала революционный фронт, печатая и распространяя политические материалы и провоцируя беспорядки. Его группа участвовала в попытке сорвать матч по крикету 1983 года с Вест-Индией на стадионе Шер-и-Кашмир. протестуя против казни Макбула Бхата. Малик был арестован и задержан на четыре месяца.
После освобождения из тюрьмы Малик перебрался в контролируемые Пакистаном территории Кашмира, чтобы пройти обучение в расположенных там лагерях.
Малик вернулся в Кашмирскую долину и объявил своей целью независимость всего бывшего княжества Джамму и Кашмир. Малик вместе с Хамидом Шейхом, Ашфаком Вани и Джаведом Ахмадом Миром сформировали основную группу «HAJY» из боевиков JKLF, вернувшихся с оружием и прошедших подготовку в контролируемом Пакистаном Кашмире. Они вели партизанскую войну с индийскими силами безопасности, нападая на правительство и сотрудников службы безопасности.
Пакистан прекратил финансирование JKLF в начале 1990 года, а в августе 1990 года Ясин Малик был ранен и попал в плен; находился в заключении до мая 1994 года.
После освобождения из тюрьмы в мае 1994 г. Малик объявил о бессрочном прекращении огня JKLF.
Малик отказался от насилия и принял идеи ненасильственной борьбы Ганди.
Арестовывался в 1999 и 2002 годах.

## Обвинения
В марте 2020 года Малику и шести сообщникам были предъявлены обвинения за нападение на 40 военнослужащих ВВС Индии в Равалпоре 25 января 1990 г. Во время атаки четверо военнослужащих ВВС погибли.
В 2017 году Национальное агентство расследований Индии открыло дело о финансировании терроризма в отношении Малика и ещё четырёх лидеров сепаратистов; в обвинительном заключении, поданном в 2019 году, агентство обвинило их в получении средств из Пакистана для осуществления террористической деятельности, и в забрасываниях камнями во время волнений в Кашмире, особенно в 2010 и 2016 годах.
10 мая 2022 года Малик признал себя виновным по предъявленным ему обвинениям. Он решил не нанимать адвоката и представлял себя сам. 19 мая 2022 года Малик был осужден судом NIA по обвинению в заговоре и ведении войны против государства и приговорен к двум пунктам обвинения в пожизненном заключении и пяти 10-летним тюремным заключениям с одновременным отбытием.